# Gare de Cernay (Haut-Rhin)
Gare de Cernay vasútállomás Franciaországban, Cernay településen.

## Vasútvonalak
Az állomást az alábbi vasútvonalak érintik:
- Lutterbach-Kruth-vasútvonal
- Cernay-Sewen-vasútvonal
- Tram-train Mulhouse-Vallée de la Thur

## Kapcsolódó állomások
A vasútállomáshoz az alábbi állomások vannak a legközelebb:
- Gare de Graffenwald (Gare Centrale, Tram-train Mulhouse-Vallée de la Thur)
- Gare de Vieux-Thann-ZI (Gare de Thann-Saint-Jacques, Tram-train Mulhouse-Vallée de la Thur)